# Gigantactis microphthalmus
Gigantactis microphthalmus es una especie de pez del género Gigantactis, familia Gigantactinidae, orden Lophiiformes. Fue descrita científicamente por Regan & Trewavas en 1932.
Especie inofensiva para el ser humano. Habita en aguas profundas.

## Distribución
Se distribuye por el Atlántico centro-occidental.